# Музей-мастерская А. С. Голубкиной
Музе́й-мастерска́я А́нны Голу́бкиной — музей памяти скульптора Анны Голубкиной в Москве. Расположен в бывших художественных мастерских, которые Голубкина арендовала с 1910 года до своей смерти (1927). Открытие музея состоялось спустя семь лет — в 1934-м, однако из-за изменений в культурной политике СССР в 1952 году он был закрыт. По постановлению городских властей музей заново открыли в 1972-м. В 1986 году мастерская Анны Голубкиной вошла в состав Третьяковской галереи.
По состоянию на 2018 год в состав музейных фондов входят более 1500 экспонатов: около трёхсот скульптур, фотографии, архивные документы, антикварная мебель. С 2017-го музей закрыт на реконструкцию.

## История
Здание было построено во второй четверти XIX века по инициативе меценатов и издателей Михаила и Сергея Сабашниковых. В начале XX века к дому возвели двухэтажную каменную пристройку, спроектированную архитектором Николаем Якуниным. По замыслу владельцев здания на втором этаже были созданы художественные мастерские, освещаемые большими окнами и потолочным окном. В 1904 году дом был продан дворянину В. С. Блюменталю.
Анна Голубкина начала арендовать две мастерские с примыкающими к ним комнатами в 1910 году. В них она жила и работала до конца своей жизни в 1927-м. Музей был создан в 1932 году по инициативе сестры скульптора Александры, выполнявшей последнюю волю Голубкиной. Открытие экспозиции состоялось спустя два года после основания.
С изменением культурной политики СССР в 1952 году музей был закрыт из-за «буржуазного» характера творчества Голубкиной, а коллекция — расформирована. 
В 1957 году состоялся первый всесоюзный съезд Союза советских художников. В резолюции съезда было заявлено о необходимости вновь открыт музей А. С. Голубкиной.
В 1972 году городскими властями было принято решение о возобновлении деятельности музея. В это же время для размещения расширенной экспозиции во владение музея полностью перешло здание купцов Сабашниковых. В 1976 году состоялось открытие обновлённой экспозиции, а в конце 1980-х — полный ремонт особняка. В 1986 году музей вошёл в состав Третьяковской галереи.
В 2014 году в залах Третьяковской галереи в Лаврушинском переулке была открыта расширенная экспозиция работ Голубкиной, организованная в честь 150-летия со дня рождения скульптора.
С 2017 года мастерская Анны Голубкиной закрыта на реставрацию. В ходе реконструкции в музее планируется замена окон и известняковых панелей в художественных мастерских, реставрация мемориальных залов, увеличение площади на 100 м², а также создание нового выставочного зала, в котором будут проводиться культурные мероприятия. Помимо этого в музее откроется общественное пространство для посетителей, в котором будут оборудованы кафе, сувенирная и книжная лавки, а также художественные студии.

## Экспозиция

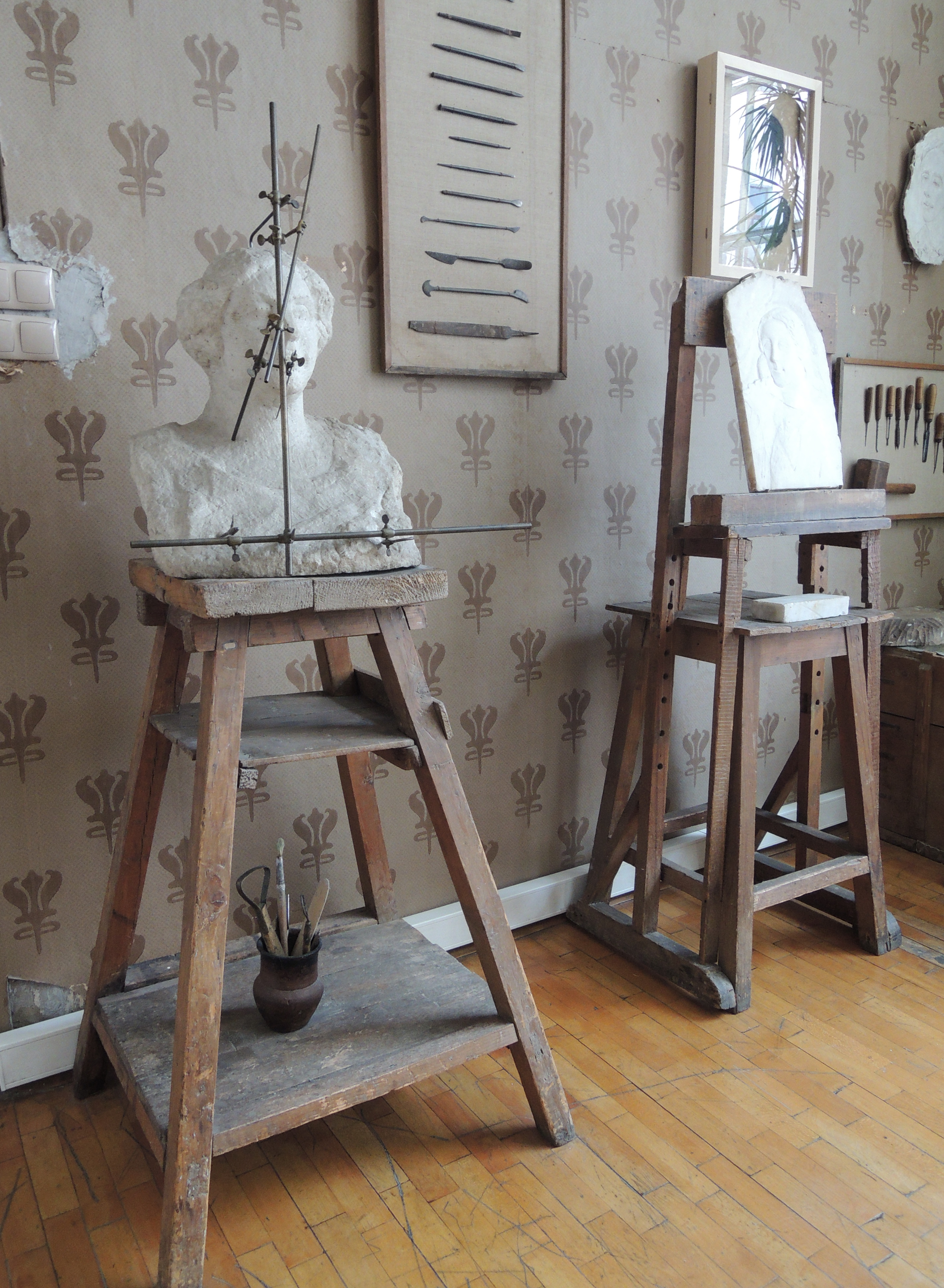
Мастерская Анны Голубкиной, 2017 год

В основе экспозиции лежат произведения, которые семья Голубкиной передала в дар государству. В залах представлены работы из гипса, бронзы, дерева и мрамора, выполненные в разных жанрах: рельеф, круглая скульптура, мелкая пластика, жанровые композиции. Также в фондах музея находится собрание камей скульптора — ювелирных украшений в технике барельеф, созданных Голубкиной в 1920-е годы.
По состоянию на 2018 год в состав экспозиции входят более 1500 экспонатов, 300 из которых составляют скульптуры. Так, в зале выставляются удостоенные наград работы «Земля», «Старость» (получила медаль французской Академии художеств), каминная группа «Огонь», «Идущий человек», скульптурный портрет Льва Толстого, заказанный Государственным музеем в его честь. Изображение должно было быть сделано из дерева, однако смерть Голубкиной прервала работу над произведением. Рядом с предметами искусства экспонируются рабочие инструменты мастера — глина и каркас для создания скульптур.
В музее представлена мемориальная комната, в которой жила Голубкина. В ней находятся стол, стулья, чайный стол и самовар, а также личные вещи: фотографии семьи и родных, украшения и предметы живописи.
И она сама посреди своих произведений кажется родной сестрой Микеланджеловой «Ночи» или одной из Сивилл, сошедшей с потолка Сикстинской капеллы. Та же мощная фигура, та же низко и угрюмо опущенная голова, то же пророчественное оцепенение членов, та же неприветливость и отъединенность от мира, та же тяжесть и неуклюжесть жеста, как бы от трудной духовной беременности: чудовищность и красота, первобытная мощь тела, пластически выражающая стихийность духа, и детская беспомощность в жизненных отношениях, грубость и нежность. Все в ней обличает Титаниду, от земли рожденную; и ее взгляд испытующий и пронзительный, в котором сочетаются и подозрительность, и доверчивость, и ее речь, неуклюжая, крестьянская, но отмечающая все оттенки ее мысли, изумляющей точностью художественных представленей, и соединение в ее лице демонизма с трогательной детскостью, о которой она сама, кажется, не подозревает.Художник Максимилиан Волошин

Фотографии мастерской 2017 года
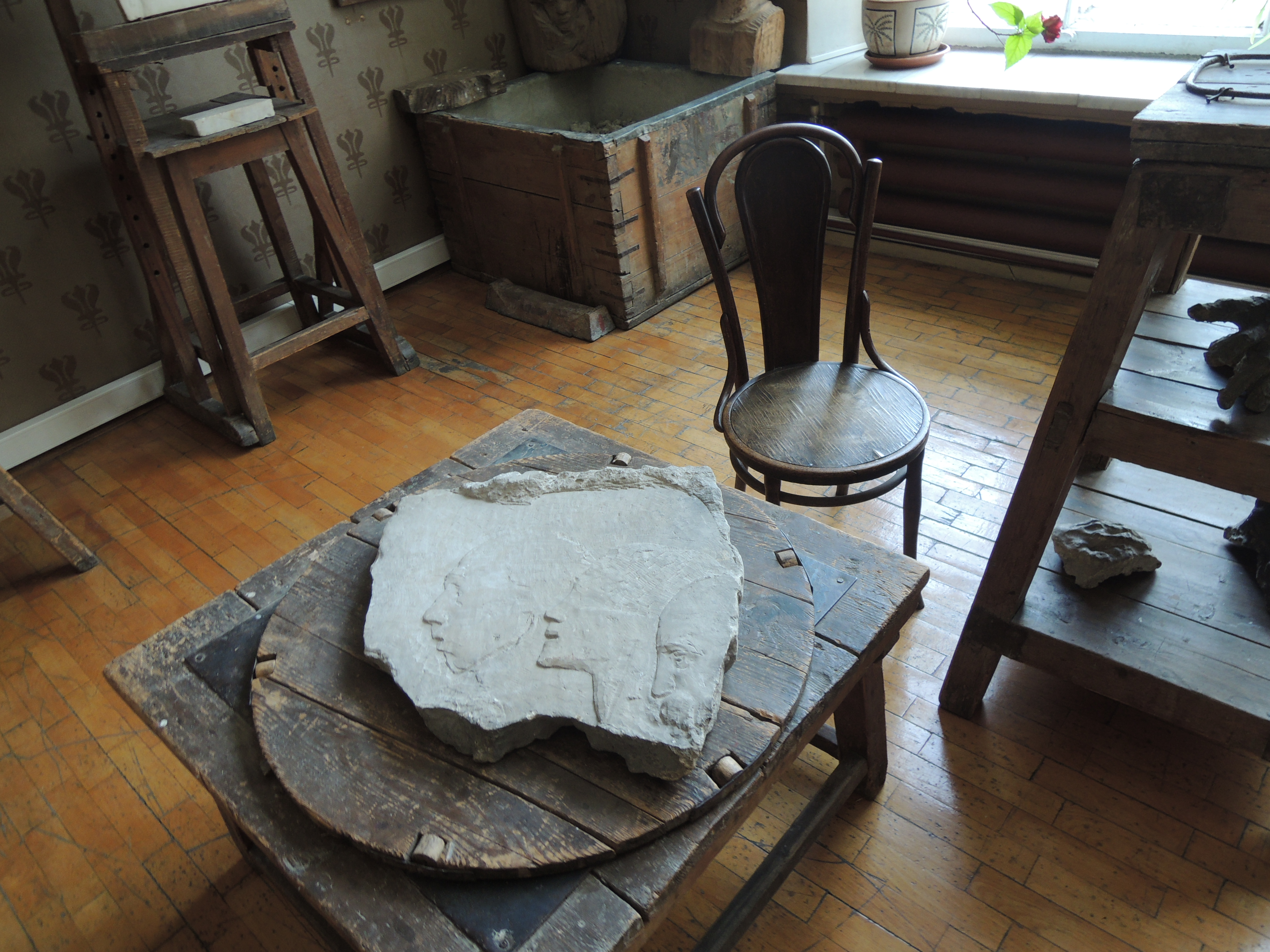
Часть рельефа, 2017 год
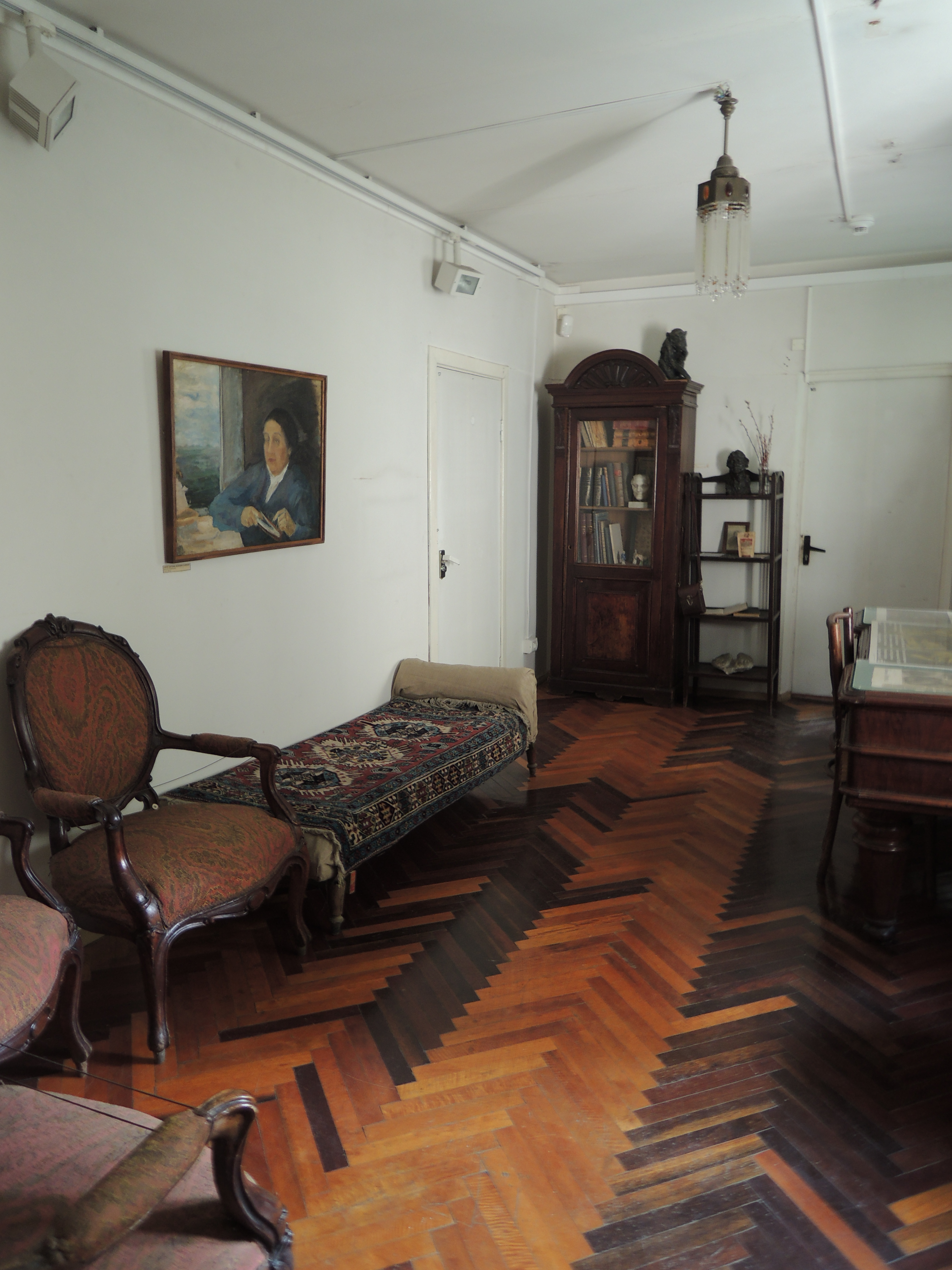
Книжный шкаф в составе экспозиции
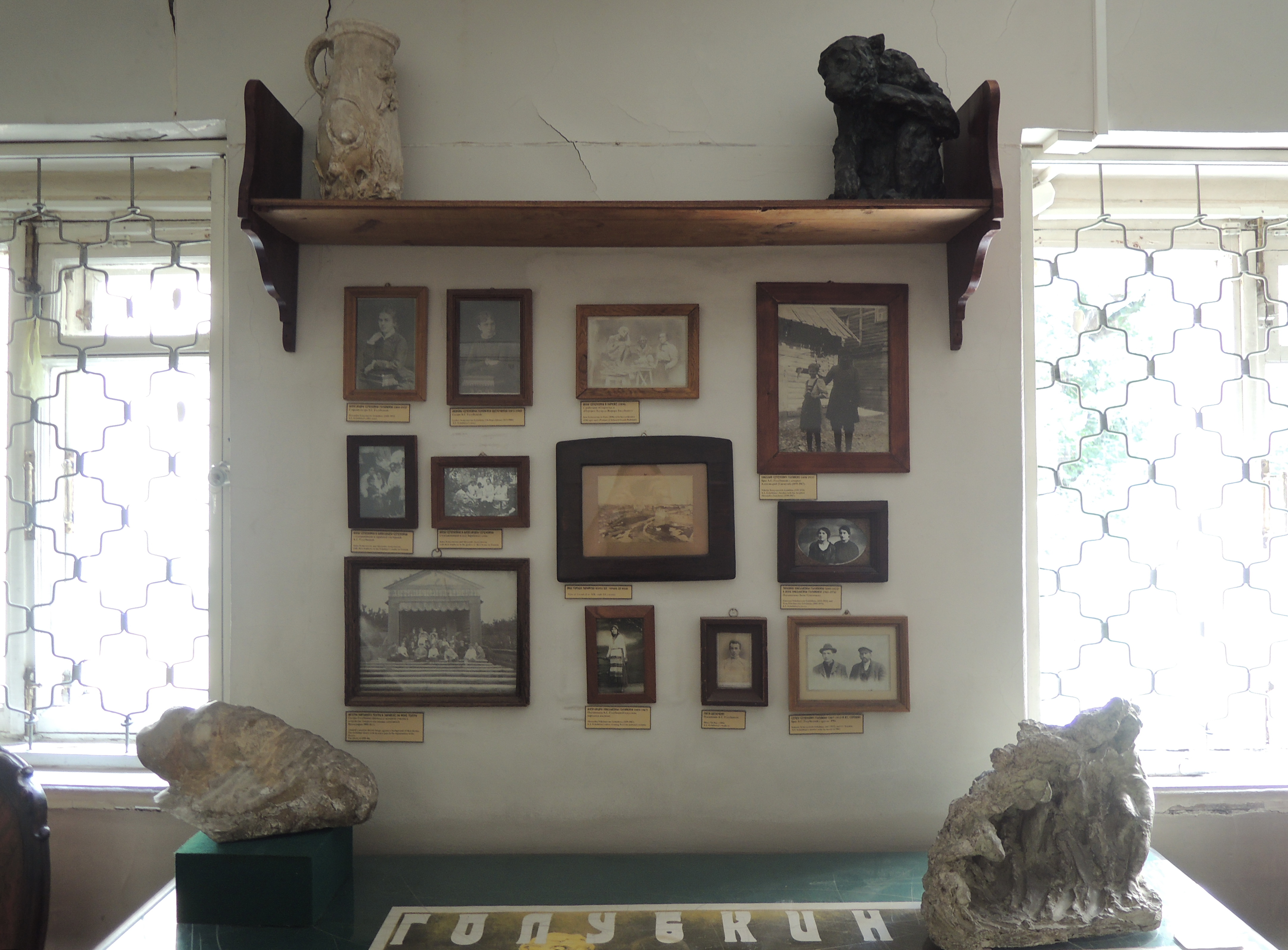
Фотографии семьи Голубкиной
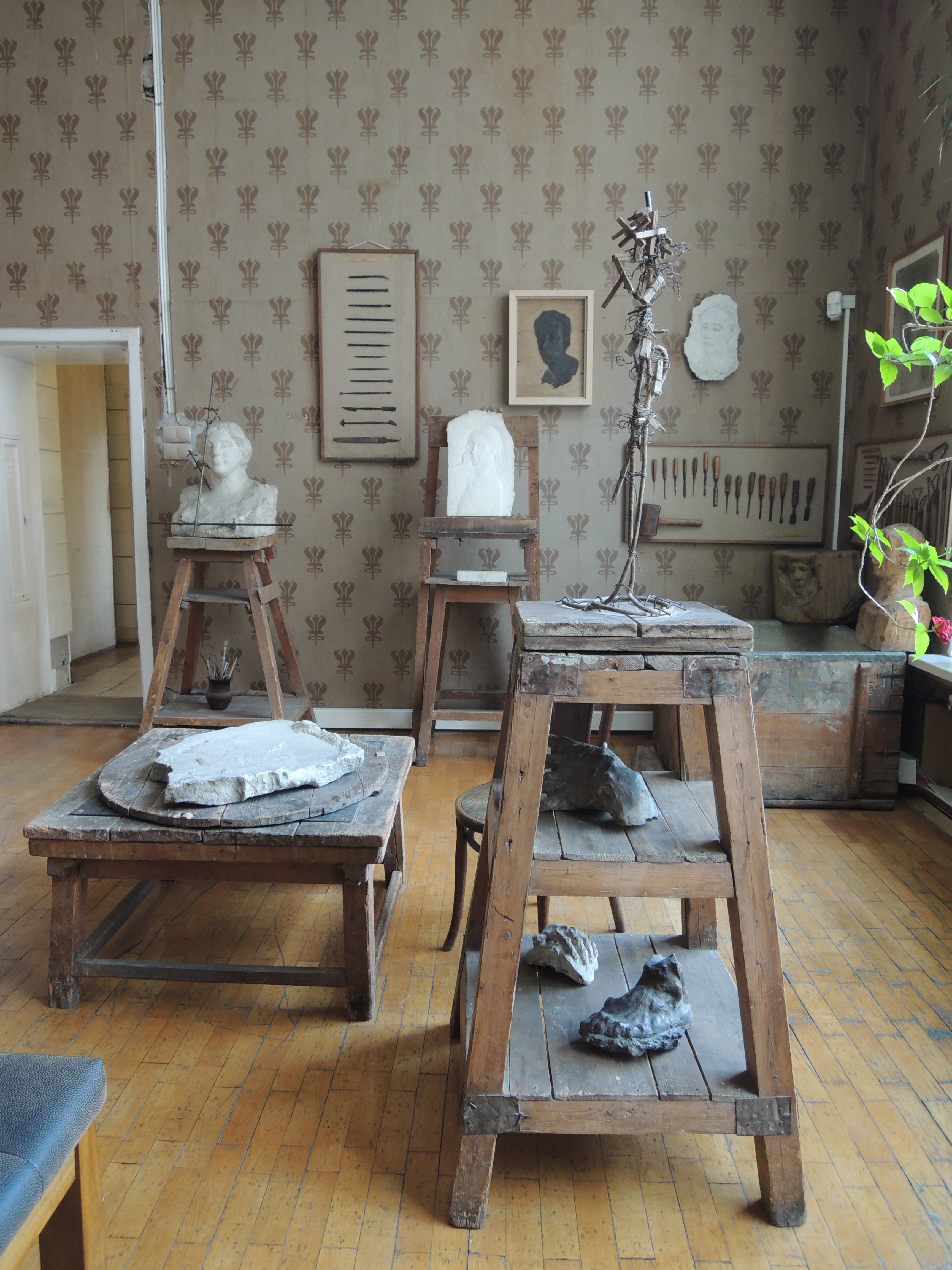
Рабочее место мастера
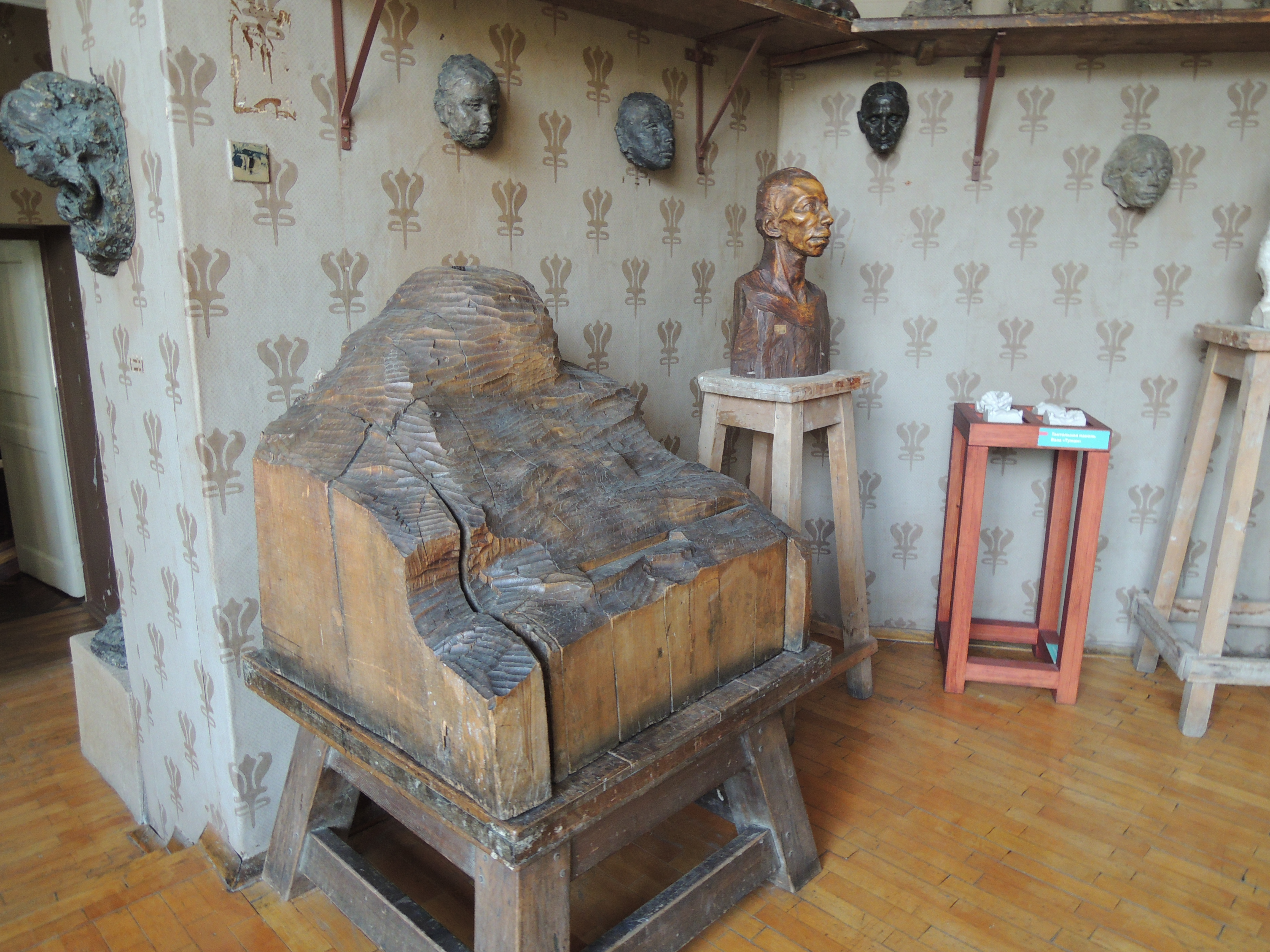
Деревянный сруб для портрета Льва Толстого
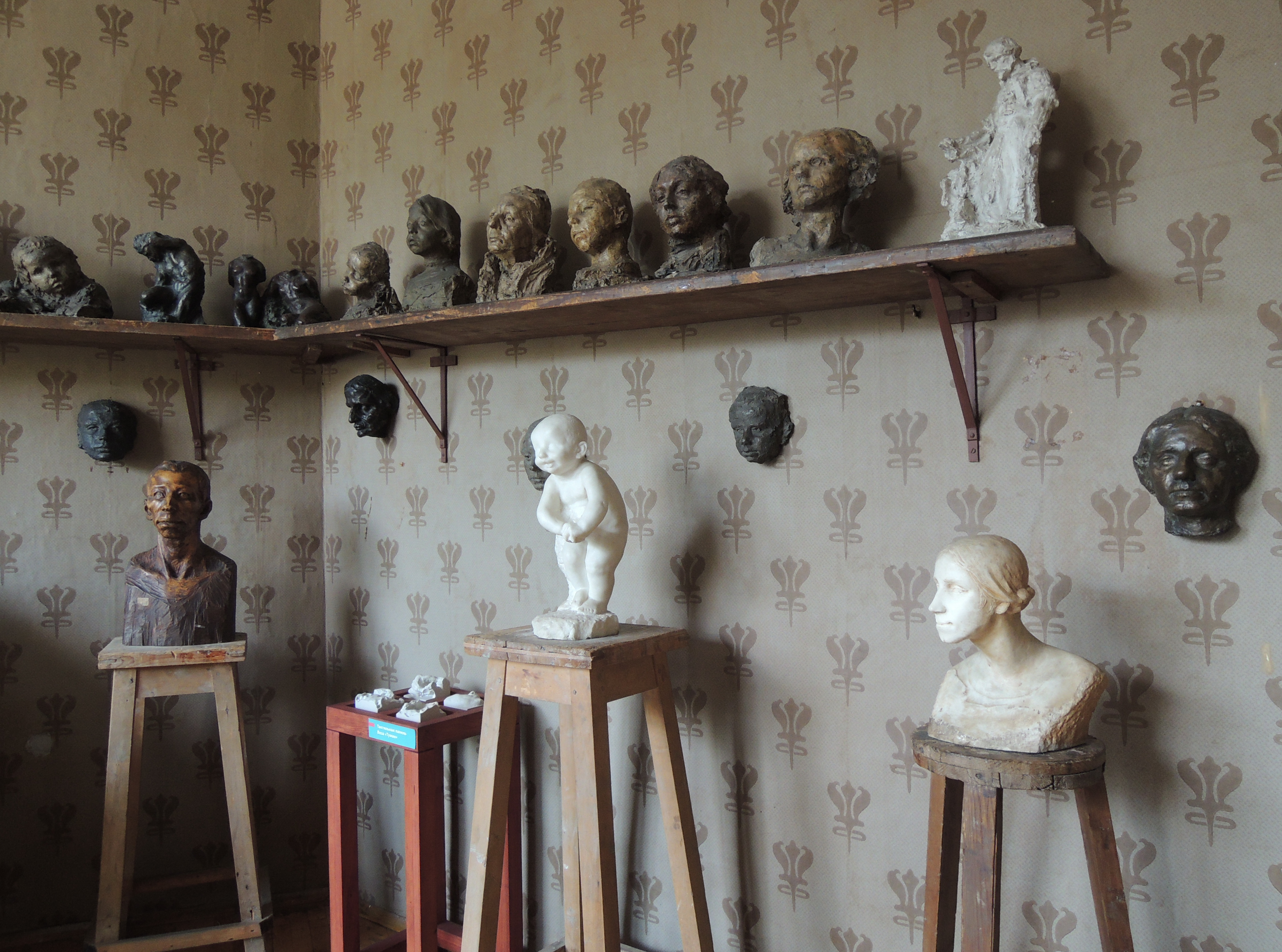
Работы Анны Голубкиной
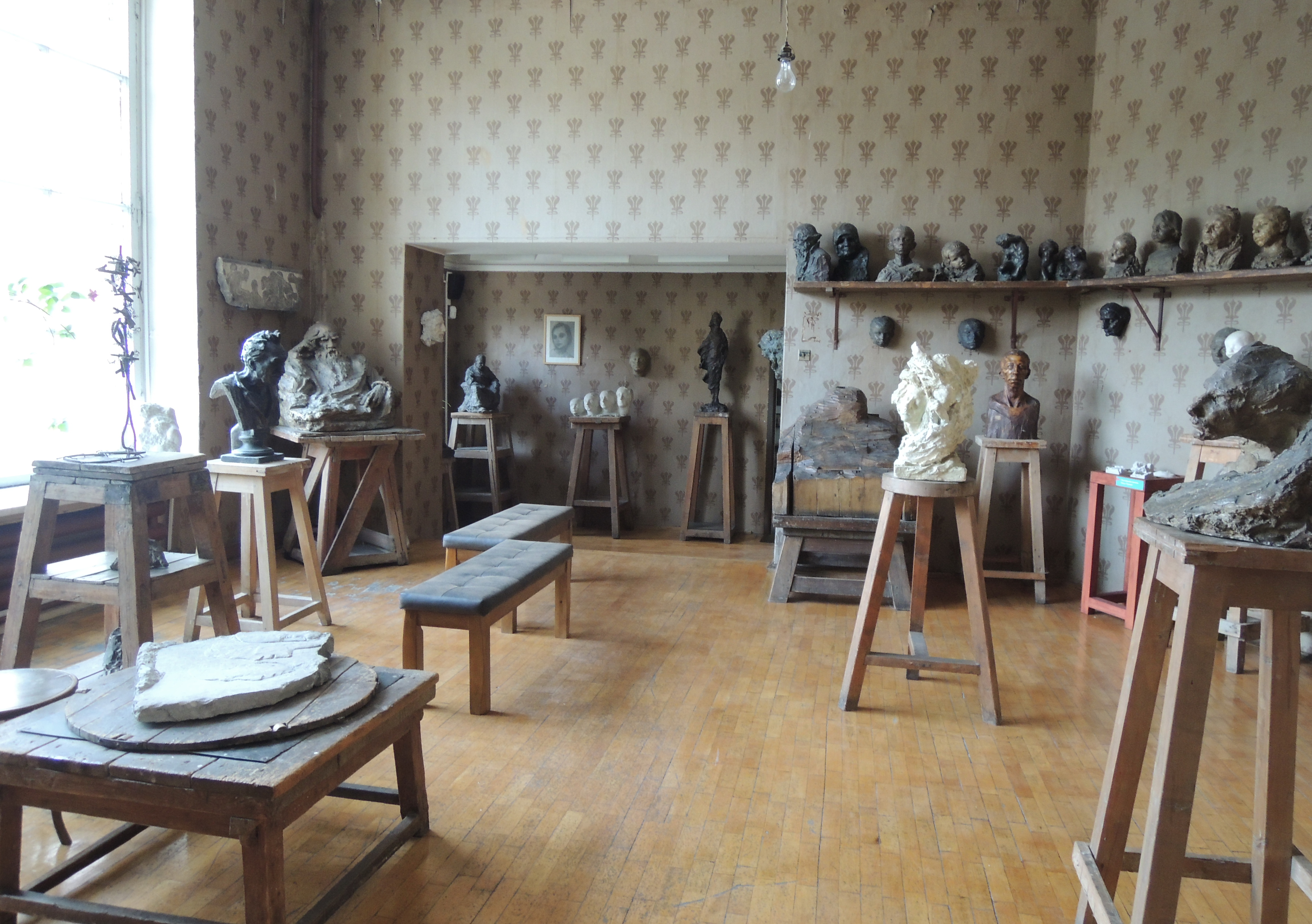
Интерьеры мастерской